# Ferrokentbrooksite
La ferrokentbrooksite è un minerale appartenente al gruppo dell'eudialite.

## Etimologia
Il nome deriva dalla composizione chimica: è una kentbrooksite ricca di ferro ferroso.